# Остропалые лягушки
Остропалые лягушки (лат. Adelophryne) — род бесхвостых земноводных из семейства Eleutherodactylidae. Род включает виды, найденные в северной части Южной Америки к востоку от Анд (Гвианское нагорье), а также в прибрежной зоне южно-центральной Баии в Бразилии. Родовое название происходит от др.-греч. αδηλος — «невидимый» и др.-греч. φρυνης — «жаба».

## Классификация
На февраль 2023 года в род включают 12 видов:
- Adelophryne adiastola Hoogmoed & Lescure, 1984 — Остропалая лягушка
- Adelophryne amapaensis Taucce, Costa-Campos, Haddad, and Carvalho, 2020
- Adelophryne baturitensis Hoogmoed, Borges & Cascon, 1994
- Adelophryne glandulata Lourenco de Moraes at al., 2014
- Adelophryne gutturosa Hoogmoed & Lescure, 1984 — Зобатая лягушка
- Adelophryne maranguapensis Hoogmoed, Borges & Cascon, 1994
- Adelophryne meridionalis Santana, Fonseca, Neves & Carvalho, 2012
- Adelophryne michelin Lourenco-de-Moraes et al., 2018
- Adelophryne mucronatus Lourenco-de-Moraes, Sole & Toledo, 2012
- Adelophryne nordestina Lourenço-de-Moraes at al., 2021
- Adelophryne pachydactyla Hoogmoed, Borges & Cascon, 1994
- Adelophryne patamona MacCulloch at al., 2008